# 那维莱特
那維萊特是米哈游開發的电子游戏《原神》中的虛構角色，角色於遊戲2023年更新的4.0版本中登場，同年成為可玩角色。他是遊戲中虛構國家枫丹的最高審判官和實際統治者，同時也是執掌水之大權的元素龍王。那維萊特的華語配音为桑毓澤，日語配音为神谷浩史，英語配音为雷·切斯，韓語配音为郭允相。

## 创作与设计
那維萊特最早在米哈游于2023年7月3日發佈的預告片「致終幕的歡宴」中正式亮相。隨後他在遊戲4.0版本「仿若无因飘落的轻雨」作為非玩家角色上線。米哈遊於2023年8月14日發佈那維萊特的角色立繪和介紹；於9月21日發佈那維萊特的角色預告片；於9月26日發佈那維萊特的角色演示片，展示了那維萊特的戰鬥技能。那維萊特在遊戲4.1版本「向深水中的晨星」作為可玩角色上線，同時米哈遊還為角色推出專屬武器「萬世流湧大典」。
在製作組的設定中，那維萊特是水之國楓丹法庭的最高審判官，嚴肅認真、不苟言笑，深受人民愛戴。在2023年8月14日發佈的角色立繪中，那維萊特並沒有佩戴「神之眼」，引起不少玩家對其真實身份的猜測和討論；遊戲中充滿暗示意味的臺詞「水龍，水龍，別哭啦」也成爲網路迷因。在遊戲4.1版本發佈後，主線劇情第四章·第四幕「谕示胎动的终焉之刻」揭曉那維萊特的真實身份爲提瓦特原初的七位元素龍王之一的「水龍王」，且此時並非「完全體」，「除非神明消失並歸還那部分掌控元素的權能，我才可以做到些什麼」，暗示後續劇情水之執政芙卡洛斯會自殺、將古龍大權歸還那維萊特；遊戲中那維萊特突破語音「突破的感受·合」更是直接表示「從僭位者那裡回收了七之大權一角」「我已是『完全之龍』」，引發玩家劇烈討論。在遊戲4.2版本發佈後玩家的猜想得到驗證，主線劇情第四章·第五幕「罪人舞步旋」中芙卡洛斯犧牲，那維萊特成爲「完全之龍」。那維萊特是《原神》中首個可玩的元素龍王角色，既無「神之眼」也無「神之心」。自遊戲4.1版本作为可玩角色上线后，玩家发现那维莱特施放重击時，通過異常高速旋转，可攻击到的敌人范围大幅扩大。在4.8版本更新后，遊戲對此問題進行了修復，因為「高速旋转」已經存在多個版本並被部分玩家利用，遊戲在修复前没有及时發佈公告，故引起玩家反对。次日，《原神》發佈公告就相关改动向玩家致歉，並回退相关改动，發放遊戲內道具作为补偿。
那維萊特的華語配音爲桑毓澤，日語配音为神谷浩史，英語配音为雷·切斯，韓語配音为郭允相。

## 作品中表现

### 角色故事
那維萊特是遊戲主線劇情楓丹篇的核心角色之一，是提瓦特原初水之龍王的轉世。原初的水龍王在「葬火之戰」中隕落，古龍大權被僭位者奪去，分配給水之執政。因爲淵下宮的深海龍蜥進化出了冰與雷兩種元素，元素力不再純粹，故新的水龍王以人的形態的誕生，即爲那維萊特。應水神芙卡洛斯邀請，也爲了認清自己作爲「人形水龍」存在的意義，那維萊特擔任了楓丹法庭的最高審判官。
在主線劇情的楓丹篇中，旅行者（玩家）在楓丹「歐庇克萊歌劇院」內與那維萊特相識。經過了兩場審判之後，旅行者瞭解到楓丹人被溶解而滅國的預言危機。那維萊特和旅行者建立了友誼，並解答了旅行者關於其妹妹的問題。在愚人眾的介入下，那維萊特請求旅行者協助調查楓丹監獄「梅洛彼得堡」中愚人眾執行官「公子」失蹤的真相，旅行者在與「梅洛彼得堡」典獄長萊歐斯利的交涉中認識到楓丹預言危機的真實性。後來，「梅洛彼得堡」的水閘決口，那維萊特出面封印了水閘，也向旅行者承認了其真實身份爲水龍王。楓丹預言危機迫在眉睫，那維萊特和旅行者策劃了對芙寧娜的審判，希望從芙寧娜口中得到真相，卻見證了真正的水神芙卡洛斯的自殺。芙卡洛斯藉助自殺摧毀了水神神座，將神座的權柄「古龍大權」歸還給那維萊特，使那維萊特成爲「完全之龍」。完全體的那維萊特和旅行者一起擊敗了楓丹預言危機的幕後真兇「吞星之鯨」，拯救了楓丹，同時利用已歸還的力量完成了芙卡洛斯最後的遺願，將楓丹人民變為真正的人類。而在芙寧娜退位之後，那維萊特全面接管楓丹統治。

### 角色玩法
那維萊特是五星水元素法器角色。那維萊特的重擊會消耗生命值，釋放直線的洶湧洪流來攻擊路徑中的所有敵人；那維萊特的元素戰技和元素爆發會產生「源水之滴」，可在重擊時被吸收以獲得治療並加速重擊蓄力。

## 反响与评价

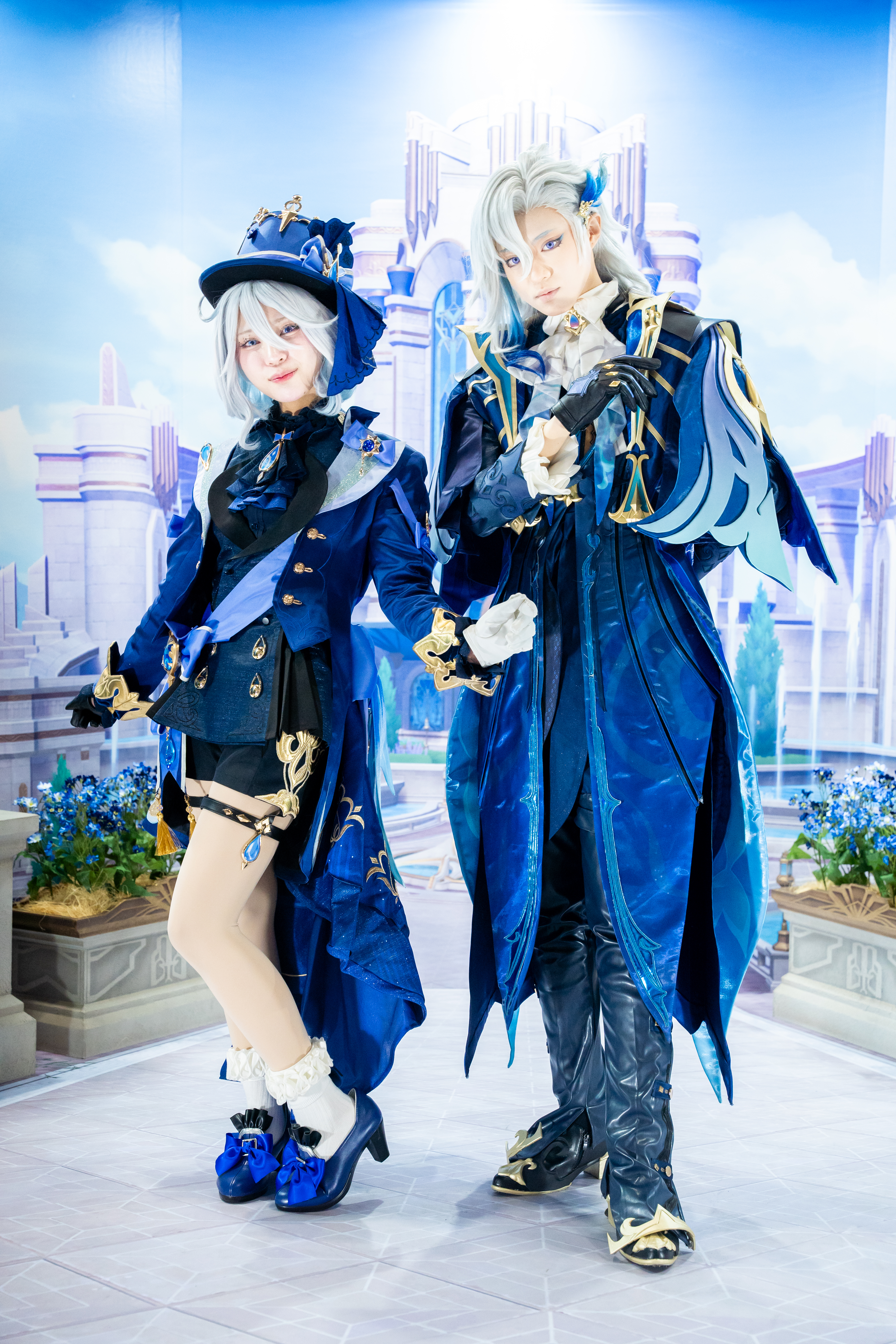
芙寧娜（左）和那維萊特（右）的角色扮演者

GenshinLab統計顯示，那維萊特作爲可玩角色發佈的首日，《原神》遊戲流水就已超過3百萬美元。有bilibili玩家將那維萊特模型修改爲寶可夢傑尼龜的形象而爆火。
那維萊特在主線劇情中反覆提到的「諭示裁定樞機」（Oratrice Mecanique d'Analyse Cardinale）因為英語配音員雷·切斯富有節奏感的演繹在TikTok走紅，成為網路迷因。Kotaku評論員表示，雷·切斯念出「諭示裁定樞機」的方式類似於莎士比亞戲劇中的抑揚格五音步，可以巧妙配合流行歌曲的節奏。以那維萊特「諭示裁定樞機」為主題熱門的TikTok影片觀看次數高達640萬次。
在角色玩法設計方面，《香港01》、Screen Rant、TheGamer、Pocket Tactics都認為那維萊特是遊戲中最好的水元素輸出角色之一、強度上超過鍾離。Screen Rant評論員評價那維萊特是一個高風險高收穫的強力輸出角色。Game Rant評論員埃拉拉·勒克萊爾稱讚那維萊特給遊戲帶來了「不同於心海和莫娜的獨特玩法體驗」。Pro Game Guides評論員妮琪·斯稱讚那維萊特的玩法十分有趣，在許多隊伍中都能加入。

## 外部連結
- YouTube上的《原神》那维莱特角色PV——「水中之眼」
- YouTube上的《原神》角色演示-「那维莱特：万水归一」
- YouTube上的《原神》拾枝杂谈-「那维莱特：古世行律」